# Zeilvindoktersvis
De zeilvindoktersvis (Zebrasoma velifer) is een straalvinnige vissensoort uit de familie van de doktersvissen (Acanthuridae). De wetenschappelijke naam van de soort is voor het eerst geldig gepubliceerd in 1795 door Marcus Elieser Bloch als Acanthurus velifer.
De vis kan tot veertig centimeter groot worden en komt voor in de Stille Oceaan. Het verspreidingsgebied van de vis is van Indonesië tot Hawaï en Tuamotu-eilanden. Van Zuid-Japan tot het zuiden van het Groot Barrièrerif. Nieuw-Caledonië en Rapaeiland. In heel Micronesië.